# بخش مرکزی شهرستان رودان
بخش مرکزی، یکی از بخش‌های شهرستان رودان در استان هرمزگان ایران است. مرکز این بخش، شهر رودان (دهبارز) است.

## تقسیمات کشوری
- بخش مرکزی شهرستان رودان
  - دهستان آبنما
  - دهستان برنطین
  - دهستان فاریاب
  - دهستان رهدار

شهر: رودان (دهبارز)

## جمعیت
بر پایه سرشماری عمومی نفوس و مسکن در سال ۱۳۹۵، جمعیت بخش مرکزی شهرستان رودان برابر با ۷۰٬۲۳۹ نفر بوده‌است.